# Parwowirusy
Parwowirusy (Parvoviridae) – rodzina wirusów.

## Informacje ogólne
Parwowirusy charakteryzują się następującymi cechami:
- Symetria: ikozaedralna
- Otoczka lipidowa: brak
- Kwas nukleinowy: ssDNA, o polarności dodatniej lub ujemnej
- Replikacja: zachodzi w jądrze zakażonej komórki; ze względu na trudności w namnażaniu parwowirusów, szczegóły ich replikacji są słabo poznane
- Peptydy i białka: zwykle tylko trzy, z czego dwa pełnią funkcje strukturalne
- Wielkość: 18–26 nm
- Gospodarz: kręgowce i bezkręgowce
- Cechy dodatkowe: najmniejsze znane wirusy, często (zwłaszcza rodzaj Dependovirus) do replikacji wymagają istnienia dodatkowego wirusa, który dostarcza "brakującego" kwasu nukleinowego (herpeswirusy i adenowirusy). Parwowirusy zależne od wirusów pomocniczych mogą integrować do genomu komórki. Lokują się na drugim ramieniu chromosomu 19. W momencie infekcji wirusem pomocniczym następuje uwolnienie i replikacja materiału genetycznego. Niekiedy wirusa pomocniczego może zastąpić promieniowanie UV.

## Systematyka parwowirusów
- Rodzina: Parvoviridae (Parwowirusy)
  - Podrodzina: Parvovirinae
    - Rodzaj: Parvovirus
      - B19 virus (B19V), zwyczajowo parwowirus B19

    - Rodzaj: Erythrovirus
    - Rodzaj: Dependovirus

  - Podrodzina: Densovirinae
    - Rodzaj: Densovirus
    - Rodzaj: Iteravirus
    - Rodzaj: Brevidensovirus

Gatunki z podrodziny Parvovirinae są pasożytami kręgowców, zaś podrodzina Densovirinae grupuje gatunki charakterystyczne dla bezkręgowcow.

## Niektóre choroby wywoływane przez parwowirusy

### U człowieka[1]
- rumień zakaźny ("choroba piąta", "zespół spoliczkowanego dziecka", erythema infectiosum) – wywoływany jest przez B19V, jedynego znanego parwowirusa, który może wywoływać choroby u ludzi
- zespół grudkowo-krwotocznych „rękawiczek i skarpetek”
- przełom aplastyczny – wywoływany także przez parwowirusa B19

### U innych zwierząt
- parwowiroza psów
- panleukopenia kotów
- parwowiroza gęsi